# Pałac w Strzybniku
Pałac w Strzybniku – neoklasycystyczny pałac z XIX wieku w Strzybniku w powiecie raciborskim, wpisany jako część zespołu pałacowego do rejestru zabytków nieruchomych województwa śląskiego.

## Opis
Pałac powstał w połowie XIX wieku dzięki Jadwidze Zofii von Drechsler, która w 1792 roku w swoim testamencie przeznaczyła pieniądze na jego budowę. W 1919 roku doszło do odnowienia pałacu oraz jego przebudowy. Dziewięcioosiową frontową elewację zdobi attyka, która jest wsparta na czterech kolumnach. Wokół pałacu znajdowały się zabudowania folwarczne takie jak kuźnia, stajnie, gorzelnia oraz młyn. Od XIX wieku pałac należał do rodziny von Bischofschausen, jej ostatni przedstawiciele – Fritz von Bischofschausen oraz żona Isabella opuścili pałac w 1944 roku. W 1945 roku zabytek przejął Skarb Państwa, a zarządzało nim Państwowe Gospodarstwo Rolne. Obecnie po neoklasycystycznym pałacu pozostały tylko ruiny.
Ruiny pałacu znajdują się w parku krajobrazowym, w którym znajdują się unikatowe okazy drzewostanu, takie jak: buk czerwonolistny, kasztan jadalny i platan klonolistny.

## Galeria

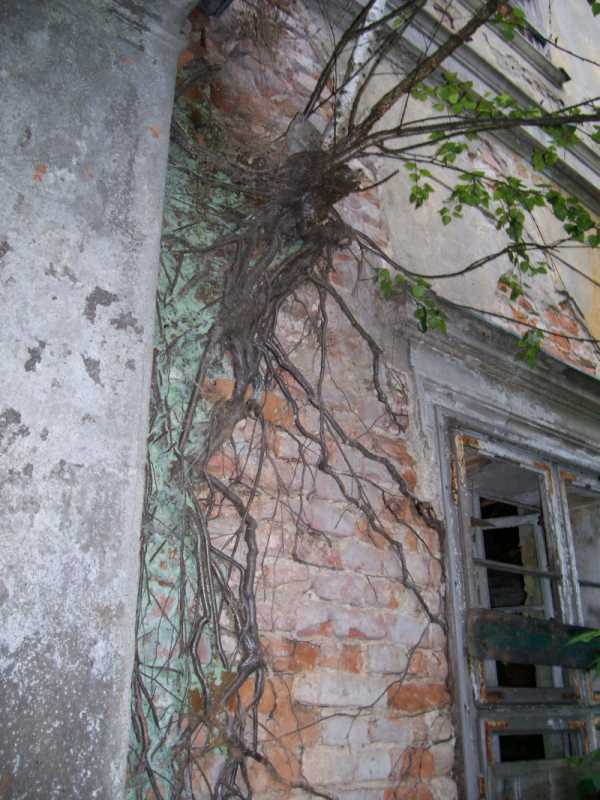
Pałac
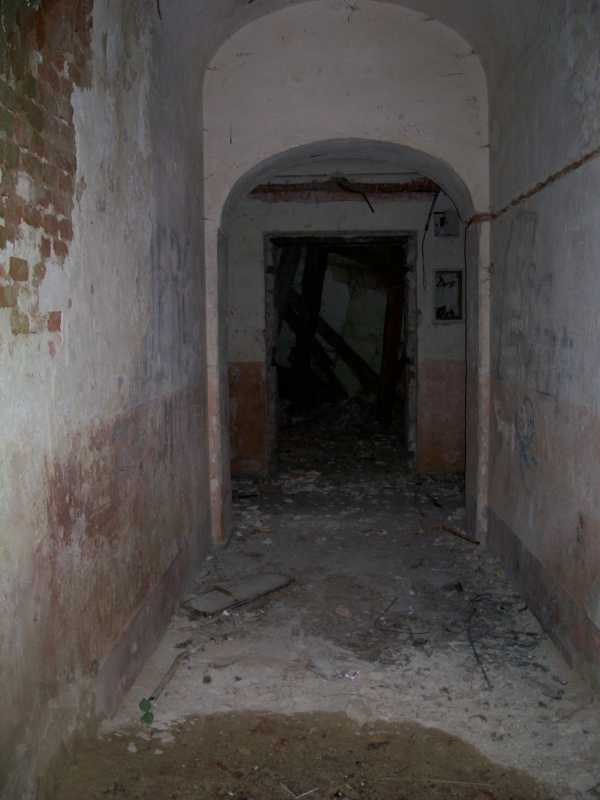
Wnętrze
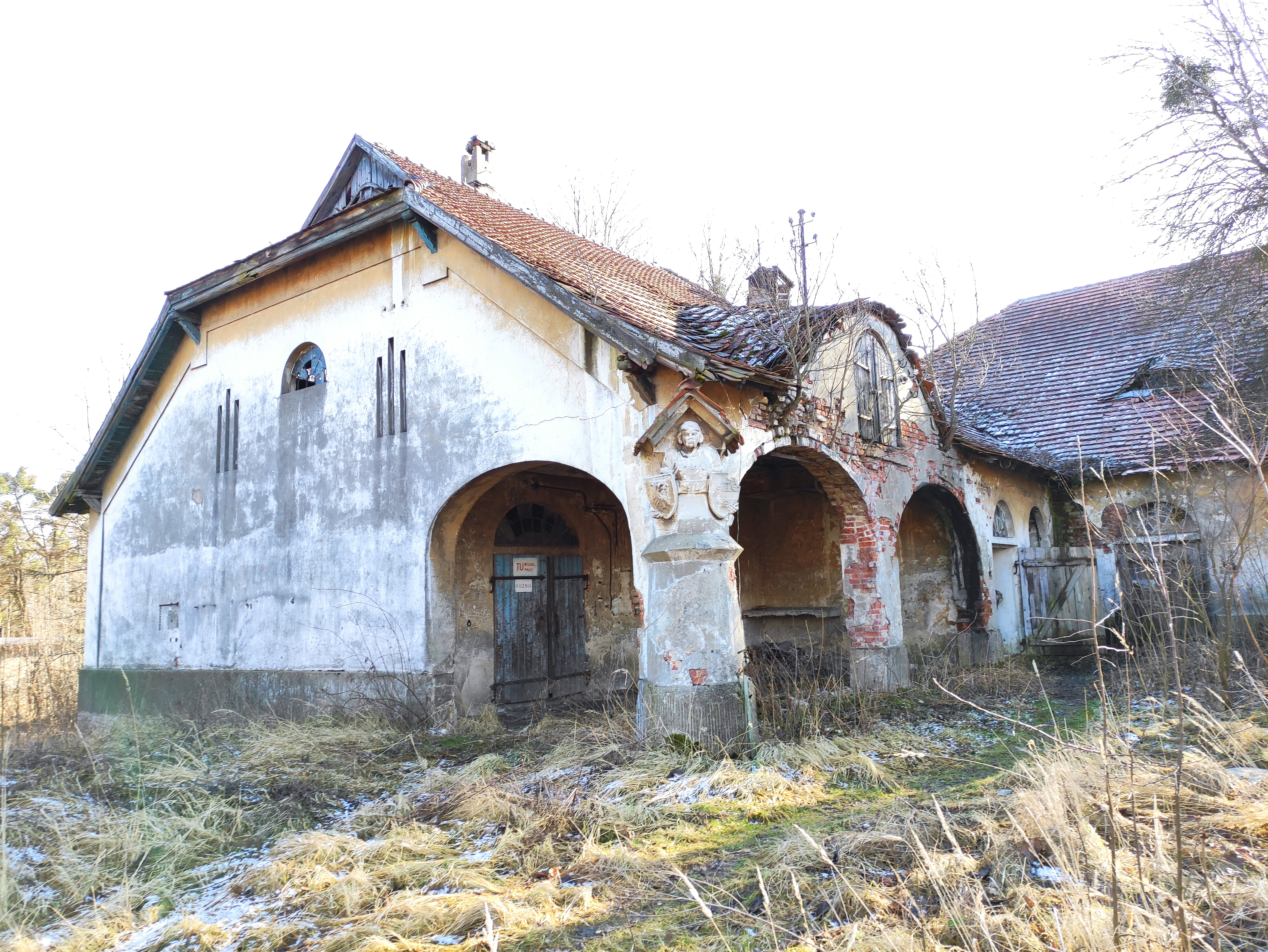
Kuźnia z herbami Bischoffshausen Eickstedt
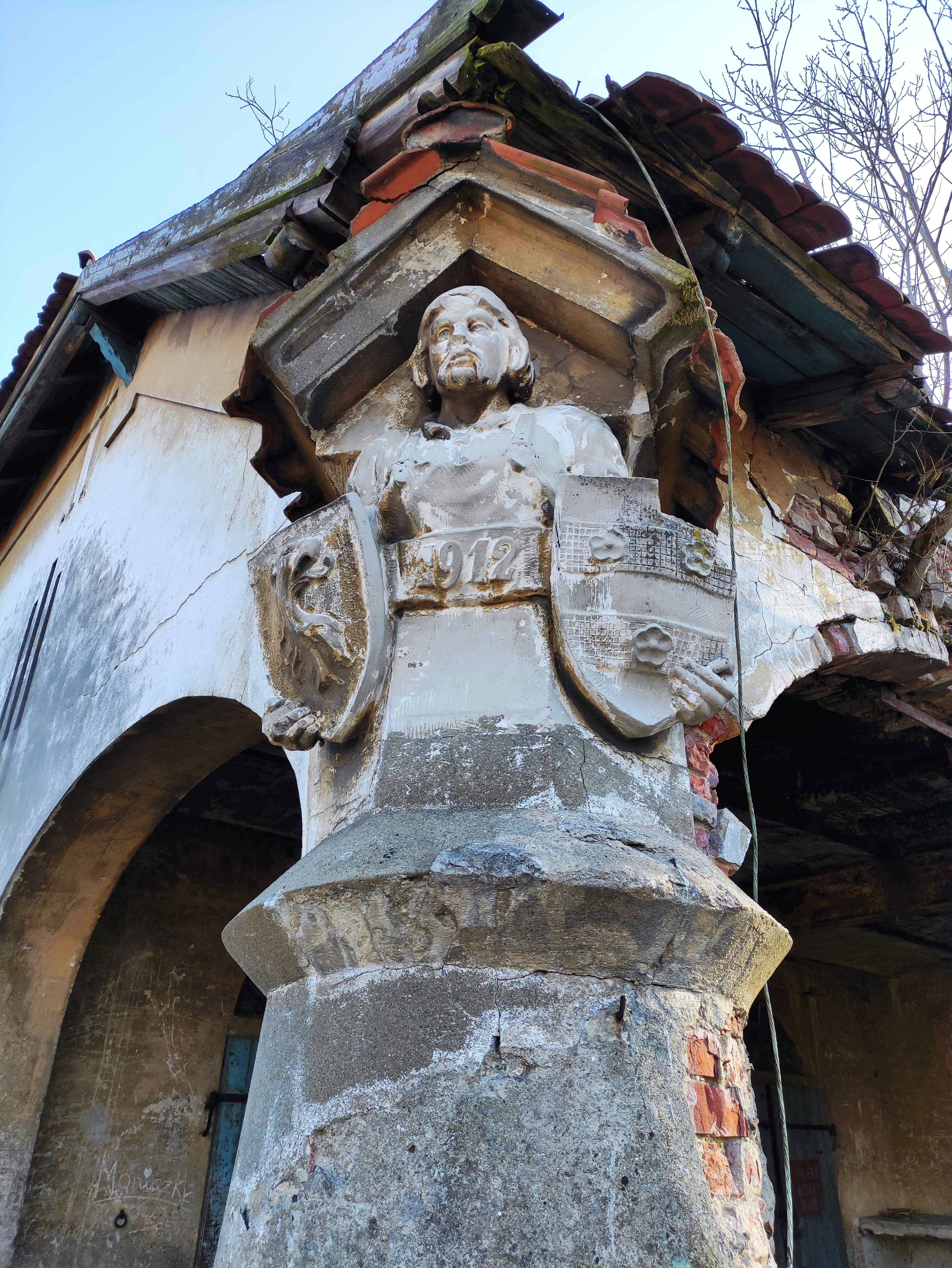
Kuźnia w Strzybniku, filar z herbami
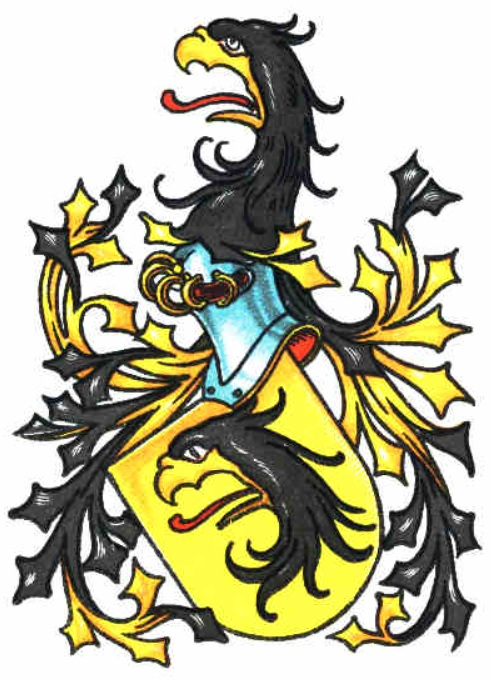
Herb Fritza von Bischoffshausena
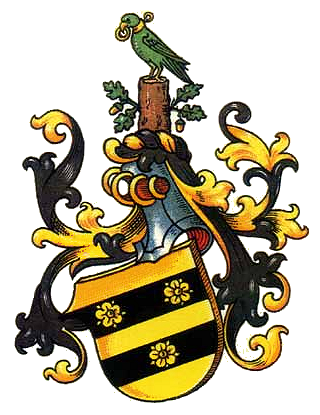
Herb Isabelli von Eickstedt